# Es Talaier
Es Talaier es una pequeña cala natural que se encuentra en el sur de la isla de Menorca, en el municipio de Ciudadela (Baleares) España.

## Descripción
Es Talaier es una playa virgen muy cercana a Son Saura. Esta playa destaca por su poca profundidad, lo que permite a los bañistas adentrarse en el mar sin necesidad de saber nadar.

## Acceso
Se puede llegar andando desde Son Saura. Para ello hay que tomar el Camino de San Juan de Misa desde Ciudadela y aparcar en el parking de Son Saura.